# Jorge Larrionda
Jorge Luis Larrionda Pietrafesa (Montevideo, 9 de marzo de 1968) es un exárbitro internacional de fútbol uruguayo que dirigió en importantes eventos, como la Copa Libertadores de América, Copa Intercontinental 2004, Copa Mundial de Fútbol de 2006, Copa Confederaciones 2009, Copa Mundial de Fútbol Sub-20 y Copa Mundial de Fútbol de 2010.

## Biografía
Tuvo una importante participación en la Copa Mundial de Fútbol de 2006, donde dirigió cuatro partidos, entre ellos la semifinal que jugaron Francia y Portugal, en la cual los franceses se encaminaron a la final. De acuerdo a la mayoría de la prensa internacional, Larrionda fue junto al colegiado argentino Horacio Elizondo y el italiano Roberto Rosetti de los mejores árbitros del Mundial.
Larrionda ha arbitrado cinco partidos de las finales de la Copa Libertadores de América. La primera en 2003 en la que arbitró el partido de vuelta entre Santos de Brasil y Boca Juniors de Argentina, que terminaría ganando el equipo Xeneize por 2-0 y en el partido de vuelta por 3-1 proclamándose campeón. La segunda fue la ida de la final de la Libertadores 2005, entre São Paulo y Atlético Paranaense de Brasil, en la que empataron 1-1 y que, luego de ganar el partido de vuelta, se terminaría llevando el título el equipo Paulista. Y la tercera fue, también en el partido de ida entre Internacional y São Paulo, que ganaría la ida el equipo Colorado, que luego se proclamaría campeón tras empatar en la vuelta.
En 2004, Larrionda fue designado, de forma conjunta entre la Conmebol y la UEFA, como juez principal del partido Once Caldas (Colombia) vs. FC Porto (Portugal), por la disputa de la 43° edición de la Copa Intercontinental el 12 de diciembre en Yokohama, Japón.
En el 2009 fue designado como el mejor árbitro de fútbol de América, y cuarto en el ranking mundial de la Federación Internacional de Historia y Estadística de Fútbol. En el Ranking Mundial Histórico de Árbitros (1987-2009) Larrionda figura en el puesto 7.
Tuvo otra importante participación en la Copa Mundial de Fútbol de 2010, sin embargo no logró desempeñar el excelente trabajo de la Copa Mundial anterior. Cometió varios errores arbitrales, y entre ellos se encuentra un gol no cobrado de Frank Lampard a la selección inglesa en los octavos de final, a instancias del juez de línea Mauricio Espinosa, quien es el verdadero responsable del error. Por estos errores se cree que fue expulsado de la Copa Mundial de Fútbol de 2010, sin embargo tampoco hubiera podido arbitrar más encuentros, debido al avance de su selección natal y la imposibilidad de arbitrar rivales directos.
Sobre noviembre de 2010 acepta presidir la AUDAF (Asociación Uruguaya de Árbitros de Fútbol), organización gremial que desde 1951 nuclea a los árbitros profesionales del Uruguay. Esto es en un contexto histórico importante, ya que por 10 años los árbitros del país se habían dividido en dos agremiaciones, volviéndose a reunir en un organismo común, e impulsando a Larrionda como su candidato de consenso.
Su primer encuentro en el 2011 de la liga uruguaya fue "Defensor Sporting - River Plate",  acompañado por los asistentes Danilo Giménez y Andrés Pollero.
Desde ese mismo año, junto a Andrés Pollero, Igor Moreira, y la participación de otros árbitros del mismo comité, participa en un espacio en la radio deportiva del Uruguay Sport890, en la audición "Último al Arco", conducida por Martín Charquero, Mauro Mas y Diego Jokas.
Sobre fines de diciembre de 2012, extraoficialmente algunos medios difunden la posibilidad de que Jorge Larrionda pase a integrar la Comisión de Arbitrajes de la FIFA.

## Historial en competición

### Copa del Mundo y Eliminatorias
| Fecha                  | Lugar                                                   | Equipos                    | Resultado                                                      | Competición                                 |
| ---------------------- | ------------------------------------------------------- | -------------------------- | -------------------------------------------------------------- | ------------------------------------------- |
| 29 de junio de 2000    | Estadio El Campín, Bogotá, Colombia                     | Colombia - Argentina       | 1-3 (1-2)                                                      | Eliminatorias Conmebol para el Mundial 2002 |
| 18 de julio de 2000    | Estadio Defensores del Chaco, Asunción, Paraguay        | Paraguay - Brasil          | 2-1 (1-0)                                                      | Eliminatorias Conmebol para el Mundial 2002 |
| 8 de noviembre de 2001 | Estadio Monumental, Buenos Aires, Argentina             | Argentina - Perú           | 2-0 (0-0)                                                      | Eliminatorias Conmebol para el Mundial 2002 |
| 6 de junio de 2004     | Estadio Nacional, Lima, Perú                            | Perú - Venezuela           | 0-0                                                            | Eliminatorias Conmebol para el Mundial 2006 |
| 13 de octubre de 2004  | Estadio Rei Pele, Maceió, Brasil                        | Brasil - Colombia          | 0-0                                                            | Eliminatorias Conmebol para el Mundial 2006 |
| 26 de marzo de 2005    | Estadio Hernando Siles, La Paz, Bolivia                 | Bolivia - Argentina        | 1-2 (0-0)                                                      | Eliminatorias Conmebol para el Mundial 2006 |
| 9 de octubre de 2005   | Estadio Hernando Siles, La Paz, Bolivia                 | Bolivia - Brasil           | 1-1 (0-1)                                                      | Eliminatorias Conmebol para el Mundial 2006 |
| 11 de junio de 2006    | RheinEnergieStadion, Colonia, Alemania                  | Angola - Portugal          | 0-1 (0-1)                                                      | Copa Mundial de Fútbol de 2006              |
| 17 de junio de 2006    | Fritz-Walter-Stadion, Kaiserslautern, Alemania          | Italia - Estados Unidos    | 1-1 (1-1)                                                      | Copa Mundial de Fútbol de 2006              |
| 23 de junio de 2006    | RheinEnergieStadion, Colonia, Alemania                  | Togo - Francia             | 0-2 (0-2)                                                      | Copa Mundial de Fútbol de 2006              |
| 5 de julio de 2006     | Allianz Arena, Múnich, Alemania                         | Portugal - Francia         | 0-1 (0-1)                                                      | Copa Mundial de Fútbol de 2006              |
| 15 de junio de 2010    | Estadio Nelson Mandela Bay, Puerto Elizabeth, Sudáfrica | Costa de Marfil - Portugal | 1-2 (1-1) Archivado el 13 de junio de 2018 en Wayback Machine. | Copa Mundial de Fútbol de 2010              |
| 19 de junio de 2010    | Estadio Loftus Versfeld, Pretoria, Sudáfrica            | Camerún - Dinamarca        | 1-2 (1-1) Archivado el 22 de junio de 2010 en Wayback Machine. | Copa Mundial de Fútbol de 2010              |
| 23 de junio de 2010    | Estadio Mbombela, Nelspruit, Sudáfrica                  | Australia - Serbia         | 2-1 (0-0) Archivado el 26 de junio de 2010 en Wayback Machine. | Copa Mundial de Fútbol de 2010              |
| 27 de junio de 2010    | Estadio Free State, Bloemfontein, Sudáfrica             | Alemania - Inglaterra      | 4-1 (2-1) Archivado el 26 de junio de 2010 en Wayback Machine. | Copa Mundial de Fútbol de 2010              |

### Copa América
| Fecha               | Lugar                                            | Equipos              | Resultado | Competición       |
| ------------------- | ------------------------------------------------ | -------------------- | --------- | ----------------- |
| 15 de julio de 2001 | Estadio Olímpico, Santiago de Cali, Colombia     | Brasil - Perú        | 2-0 (1-0) | Copa América 2001 |
| 17 de julio de 2001 | Estadio Roberto Meléndez, Barranquilla, Colombia | Colombia - Chile     | 2-0 (1-0) | Copa América 2001 |
| 28 de junio de 2007 | Estadio José E. Romero, Maracaibo, Venezuela     | Paraguay - Colombia  | 5-0 (1-0) | Copa América 2007 |
| 5 de julio de 2007  | Estadio Metropolitano, Barquisimeto, Venezuela   | Argentina - Paraguay | 1-0 (0-0) | Copa América 2007 |
| 28 de junio de 2007 | Estadio A. Anzoátegui, Puerto La Cruz, Venezuela | Chile - Brasil       | 1-6 (0-3) | Copa América 2007 |

### Copa FIFA Confederaciones
| Fecha               | Lugar                                           | Equipos                  | Resultado                                                     | Competición               |
| ------------------- | ----------------------------------------------- | ------------------------ | ------------------------------------------------------------- | ------------------------- |
| 19 de junio de 2003 | Stade Geoffroy-Guichard, Saint-Étienne, Francia | Turquía - Estados Unidos | 2-1 (1-1)                                                     | Copa Confederaciones 2003 |
| 22 de junio de 2003 | Stade Geoffroy-Guichard, Saint-Étienne, Francia | Japón - Colombia         | 1-0 (0-0)                                                     | Copa Confederaciones 2003 |
| 23 de junio de 2003 | Stade Geoffroy-Guichard, Saint-Étienne, Francia | Brasil - Turquía         | 2-2 (1-0)                                                     | Copa Confederaciones 2003 |
| 26 de junio de 2003 | Stade de France, Saint-Denis, Francia           | Francia - Turquía        | 3-2 (3-1)                                                     | Copa Confederaciones 2003 |
| 28 de junio de 2003 | Stade Geoffroy-Guichard, Saint-Étienne, Francia | Colombia - Turquía       | 1-2 (0-1)                                                     | Copa Confederaciones 2003 |
| 14 de junio de 2009 | Estadio Ellis Park, Johannesburgo, Sudáfrica    | Sudáfrica - Irak         | 0-0 (0-0) Archivado el 17 de mayo de 2010 en Wayback Machine. | Copa Confederaciones 2009 |
| 24 de junio de 2009 | Estadio Free State, Bloemfontein, Sudáfrica     | España - Estados Unidos  | 0-2 (0-1) Archivado el 10 de mayo de 2010 en Wayback Machine. | Copa Confederaciones 2009 |

### Juegos Olímpicos
| Fecha                | Lugar                                        | Equipos                | Resultado      | Competición                     |
| -------------------- | -------------------------------------------- | ---------------------- | -------------- | ------------------------------- |
| 11 de agosto de 2004 | Estadio Kaftanzoglio, Salónica, Grecia       | Grecia - Corea del Sur | 2-2 (0-1)      | Juegos Olímpicos de Atenas 2004 |
| 15 de agosto de 2004 | Estadio Panthessaliko, Volos, Grecia         | Japón - Italia         | 2-3 (1-3)      | Juegos Olímpicos de Atenas 2004 |
| 17 de agosto de 2004 | Estadio Panthessaliko, Volos, Grecia         | Grecia - México        | 2-3 (0-0)      | Juegos Olímpicos de Atenas 2004 |
| 21 de agosto de 2004 | Estadio Georgios Karaiskakis, Atenas, Grecia | Mali - Italia          | 0-1 (0-0; 0-0) | Juegos Olímpicos de Atenas 2004 |
| 27 de agosto de 2004 | Estadio Kaftanzoglio, Salónica, Grecia       | Italia - Irak          | 1-0            | Juegos Olímpicos de Atenas 2004 |